# Уилсон, Джеймс Тинли
Джеймс Тинли Уилсон (англ. James Tinley Wilson; 13 ноября 1914, Клермонт (Калифорния) — 25 мая 1978, Анн-Арбор) — американский геофизик и сейсмолог, профессор, директор Института науки и технологий Мичиганского университета. Президент Сейсмологического общества Америки (1960).

## Биография
Джеймс Тинли Уилсон родился в Клермонте, штат Калифорния, 13 ноября 1914 года, в семье Рэли и Мэри Брукс Уилсон.
Окончил младший колледж Портервилля с получением диплома бакалавра геологии в 1935 году.
В 1939 году окончил Калифорнийский университет в Беркли с защитой диссертации в области сейсмологии на соискание ученой степени доктора философии (PhD). Учился у профессора Перри Байерли.
В 1940 году пришел в Мичиганский университет в качестве преподавателя геологического факультета. Во время ВОВ вместе с женой Мартой Уилер (брак в 1943 году) отправился в Минеолу, Лонг-Айленд, где присоединился к Отделу военных исследований Колумбийского университета. Помогал работать над некоторыми из самых ранних форм сонара.
После войны вместе с семьей вернулся в Анн-Арбор (Мичиганский университет). К 1955 году назначен профессором геологии. В следующем году стал директором департамента и занимал эту должность до 1961 года.
В 1960 году присоединился к Институту науки и технологий (ИСТ) в качестве заместителя директора. Два года спустя был назначен исполняющим обязанности директора, а в 1964 году стал директором. Под его руководством IST значительно расширился, особенно в междисциплинарных программах.
Интересы Уилсона были прежде всего в сейсмологии, особенно в области уменьшения риска катастрофических последствий землетрясений, а также мониторинга ядерных (подземных) взрывов. Наиболее известен своей работой о влиянии кристаллической структуры на дисперсию волн Рэлея и волн Лява.
Участник многочисленных профессиональных обществ, таких как Американское сейсмологическое общество (вице-президент в 1959 году, президент в 1960 году), Американский геофизический союз (президент секции сейсмологии, 1974 год), Геологическое общество Америки, Инженерное общество по борьбе с землетрясениями Научно-исследовательский институт и Королевское астрономическое общество.
25 мая 1978 года внезапно скончался в результате сердечного приступа.

## Научная деятельность
Занимался всем спектром сейсмологии, опубликовав множество важных статей по сейсмологии землетрясений, сейсмологии ядерных взрывов и различным геотехническим приложениям, охватывающим весь спектр от оценки ледяных щитов в качестве посадочных и транспортных платформ до сейсмологической оценки площадок ядерных реакторов.
Наиболее известен своими новаторскими исследованиями влияния структуры земной коры на дисперсию волн Рэлея и Лява. Эта работа, начатая в аспирантуре у Перри Байерли в конце тридцатых годов, появилась в нескольких знаковых статьях сороковых годов, посвященных моделям рассеяния, связанным с землетрясениями в Атлантическом океане; одновременно проводились теоретические исследования прохождения поверхностных волн через гетерогенные среды.
В результате исследований структуры земной коры Атлантического океана показал, что океаническая кора резко отличается от континентальной. Был одним из первых, кто осознал потенциал дисперсии поверхностных волн для изучения земной коры и верхней мантии — потенциал, полностью реализованный грядущим поколением молодых геофизиков.
Публиковался параллельно с Робертом Стоунли, который предоставил теоретическую основу для исследований дисперсии, тогда как Уилсон использовал дополнительный наблюдательный подход.
Занимался руководством исследований в своем родном университете и экспертной деятельность в области сейсмологии в сложной сети научных комитетов Капитолия США. В работе не был «геополитиком» в каком-либо саморекламном смысле этого слова, поскольку он принимал только те административные и комитетские задания, которые давали реальную возможность для продвижения дела, которое он поддерживал:
- Член комитетов Национальной академии наук/Национального исследовательского совета по использованию компьютеров, сейсмологии сильных движений и оценке запасов газа,
- Руководитель комитета NAS/NRC по сейсмологии и дистанционному зондированию Земли.
- Член Научно-консультативного комитета ВВС по геофизике
- Член Комитета Международного союза геодезии и геофизики по стандартизации сейсмографов и сейсмограмм.
- В течение последних двенадцати лет работал консультантом Консультативного комитета Комиссии по ядерному регулированию по гарантиям реакторов, а с 1970 года был активным членом Целевой группы по снижению опасности землетрясений Управления науки и технологий США.

Это лишь немногие направления его деятельности в комитетах, иллюстрирующие как широту его знаний в области сейсмологии, так и глубину приверженности общественным проблемам, где эти знания были востребованы.

## Награды, признание
- Член Совета директоров Сейсмологического общества Америки, а позже избран первым вице-президентом этого общества (1959) и президентом (1960),
- Президент сейсмологической секции Американского геофизического союза (1974),
- Член Геологического общества Америки,
- Член Американского геофизического Союза,
- Член Научно-исследовательского института землетрясений США
- Член Королевского астрономического Общества.